# Minuano Limão
Minuano Limão foi uma marca brasileira de refrigerante, produzido e envasado pela The Coca-Cola Company. Tratado por vezes por "A Minuano", foi o primeiro refrigerante a ser vendido em garrafas de 1 litro (1.000 ml) no Brasil, sendo fornecido, também, em garrafas de 290 ml e meio litro (500 ml).

## História
A trajetória dos empresários gaúchos João Jacob Vontobel e seu irmão Arno Vontobel, fundadores da Vonpar, remonta aos anos 1940, quando chegaram a Porto Alegre e começaram a trabalhar na fábrica de doces Beija-Flor. A Vonpar (acrônimo de Vontobel Participações) ingressava então no mercado ainda novo de bebidas gaseificadas, com a produção dos refrigerantes Marabá (fabricado em Caxias do Sul) e a Laranjinha, passando a engarrafar depois a Grapette e produtos da Coca-Cola, nos anos 1950. Foi em 1960 que a empresa comprou a Águas Minerais Minuano, para em 1967 lançar um produto inédito no mercado brasileiro, que foi um refrigerante envasado em garrafas de um litro, o Minuano Limão. Era inicialmente uma água mineral gaseificada com sabor artificial de limão. A fábrica localizava-se na Vila Nova, em Porto Alegre, mas depois viria a ser envasada também em outras unidades em parceria com a Coca-Cola, como em Santo Ângelo, por exemplo. A linha completa contava com o Minuano Limão, Minuano Laranjinha e Guaraná. Na época, o principal concorrente - e vizinho no mesmo bairro - era a marca Charrua, que também fabricava refrigerantes de Limão, Laranja, Guaraná e também água mineral. Posteriormente, os Vontobel compraram a Charrua, mantendo as duas marcas por algum tempo, mas apenas o Charrua Guaraná sobreviveu. Curiosamente, os nomes Minuano Limão e Guaraná Charrua eram homenagens aos dois prinicipais grupos indígenas da região, os Minuanos e os Charruas.
Originalmente foi distribuído nos estados do Rio Grande do Sul e de Santa Catarina, até 1980, quando a Vonpar Refrescos S.A firmou parceria com a Coca-Cola Internacional, que passou a fabricá-lo também na cidade de Nova Iguaçu, popularizando a marca por grande parte do território nacional. Assim como todo o produto que possui uma quantia significativa no Market share, a Coca-Cola comprou e parou a fabricação para lançar no mercado um refrigerante limão da marca. O mesmo fato ocorreu na compra dos refrigerantes Laranjinha e Grapette, que foram substituídos por Fanta Laranja e Fanta Uva. Com de dissolução da parceria em 1985, a The Coca-Cola Company interrompeu a produção do Minuano limão, substituindo o produto, de mesmo sabor, pela marca Sprite.